# Грижас, Николай Владиславович
Николай Владиславович Грижас (1922 — ?) — советский физик-экспериментатор, лауреат Сталинской премии 3-й степени (1953).

## Биография
Родился 23.01.1922 в Ростове-на-Дону.
В 1941—1943 шофёр на заводе № 572 (Саратов).
Окончил Саратовский государственный университет (1950).
С 1950 — на заводе «Электрохимприбор»: младший научный сотрудник ЦЗЛ (1951—1952), начальник лаборатории № 5 ЦЗЛ (1952—1956), ст. инженер, начальник лаборатории № 2 ЦЗЛ (1956—1967).
В 1968 переведен на работу в г. Обнинск (Калужская область) в ИАТЭ. Руководил научно-исследовательскими работами по изучению физических процессов, происходящих при разделении изотопов, и разработками процессов их разделения. Участвовал в создании первой электронно-лучевой установки (ЭЛУ).
Кандидат технических наук.
Преподавал на кафедре физики вечернего отделения № 3 МИФИ (позднее - Обнинский филиал МИФИ), доцент, читал курс «теоретические основы электротехники».
Публикации:
- Лабораторный практикум по курсам «Электротехника», «Теоретические основы электрических цепей» : учеб. пособие / Н. В. Грижас, Л. К. Особливец, Е. Г. Типикин, В. В. Чегодаев. – Обнинск : ИАТЭ, 1998. – 93 с.

Лауреат Сталинской премии 3-й степени (1953) — за разработку и внедрение в промышленность электромагнитного метода разделения изотопов и получение этим методом лития-6.
Дата смерти не установлена (не ранее 1998).